# Хани Гроув (Тексас)
Хани Гроув (енгл. Honey Grove) град је у америчкој савезној држави Тексас. По попису становништва из 2010. у њему је живело 1.668 становника.

## Демографија
Према попису становништва из 2010. у граду је живело 1.668 становника, што је 78 (4,5%) становника мање него 2000. године.
| Група             | 2000.         | 2010.         |
| Белци             | 1.326 (75,9%) | 1.191 (71,4%) |
| Афроамериканци    | 285 (16,3%)   | 249 (14,9%)   |
| Азијати           | 6 (0,3%)      | 3 (0,2%)      |
| Хиспаноамериканци | 103 (5,9%)    | 193 (11,6%)   |
| Укупно            | 1.746         | 1.668         |